# Фер, Фабио
Фабио Фер (нем. Fabio Fehr; род. 15 января 2000 года, Уцнах, Швейцария) — швейцарский футболист, полузащитник клуба «Тун».

## Карьера
16 февраля 2021 года Фер подписал контракт с «Грассхоппером». Он дебютировал в Суперлиге швейцарии с Грассхоппером против «Янг Бойз» 31 февраля 2021 года, сыграв 7 минут.
31 августа 2021 года он перешёл в аренду в «Шаффхаузен». 7 января 2022 года Фер был отдан в аренду клубу «Вадуц». 4 мая 2022 года «Вадуц» воспользовался опцией выкупа и подписал контракт с ним до 2024 года. 3 июня 2024 года подписал двухлетний контракт с швейцарским клубом «Тун» с возможностью продления ещё на один год. 